# Jan Banaś
Jan Banaś, született Heinz-Dieter Banas (Berlin, 1943. március 29. –) válogatott lengyel labdarúgó, csatár.

## Pályafutása

### Klubcsapatban
1962 és 1969 között a Polonia Bytom, 1969 és 1975 között a Górnik Zabrze labdarúgója volt. A Górnikkal két bajnoki címet és három lengyelkupa-győzelmet ért el. Tagja volt az 1969–70-es idényben KEK-döntős csapatnak. 1975–76-ban az Egyesült Államokban (Wisła Chicago, Polonia Chicago, AAC Eagles), 1976-ban a mexikói Atlético Español csapatában játszott.

### A válogatottban
1964 és 1973 között 31 alkalommal szerepelt a lengyel válogatottban és hét gólt szerzett.

## Sikerei, díjai
Górnik Zabrze
- Lengyel bajnokság
  - bajnok (2): 1970–71, 1971–72
- Lengyel kupa
  - győztes (3): 1970, 1971, 1972
- Kupagyőztesek Európa-kupája (KEK)
  - döntős: 1969–70